# Nemea (Griekenland)
Nemea (Grieks: Νεμέα) is een plaats en gemeente (dimos) in de voormalige Griekse nomos Korinthe, in de Griekse bestuurlijke regio (periferia) Peloponnesos, en gelegen op ca. 5 km van de gelijknamige antieke stad Nemea.
Het antieke Nemea raakte bekend, niet alleen door de mythe van Herakles die hier de zogenaamde leeuw van Nemea zou gedood hebben, maar ook in historische tijden, door de Nemeïsche Spelen die hier om de twee jaar plaatsvonden. Deze spelen werden gehouden ter nagedachtenis en ter ere van de kleine prins Opheltes, die volgens een plaatselijke mythe door een giftige slang werd doodgebeten, toen zijn verzorgster Hypsipyle hem even alleen liet om passerende soldaten een bron met drinkwater te wijzen. Deze soldaten waren niet de eerste de beste: het waren de beroemde Zeven tegen Thebe die hier voorbijkwamen op hun weg naar die stad. De dood van het kind werd gezien als het voorteken van veel onheil, en om dat te voorkomen zorgden "de Zeven" zelf voor de begrafenis en organiseerden zij lijkspelen te zijner ere. Hier ligt de oorsprong van de spelen, die naar verluidt omstreeks 570 v.Chr. voor het eerst werden gehouden. 
 Aangezien Nemea geen autonome polis was met permanente bewoning, maar een panhelleens heiligdom (net als vb. Olympia), stond het onder de voogdij eerst van het nabije Cleonae, later, vanaf ca. 400 v.Chr., van Argos.
De bezienswaardigheden en het museum van het oude Nemea zijn opmerkelijk door de zorgvuldigheid waarmee de opgravingen zijn uitgevoerd en toegankelijk gemaakt. Deze opgravingen worden gedomineerd door een negental resterende Dorische zuilen van een Hellenistische (330-320 v.Chr.) Zeustempel. Slechts drie van de negen zuilen zijn altijd blijven staan, de andere zes zijn gereconstrueerd met de oorspronkelijke delen. Ook het 500 m oostwaarts gelegen stadion van de Nemeïsche Spelen is goed gerestaureerd, en het overzichtelijke museum toont een maquette van de opgravingen en interessante archeologische vondsten.
Het moderne Nemea is bekend om zijn kwaliteitswijn, "Bloed van Herakles" genoemd. Dat de streek van Nemea in de Oudheid vrij belangrijk was mag blijken uit de aanwezigheid van andere antieke plaatsen in de buurt: Phlius (Φλιους) en Cleonae (Κλεωναι).

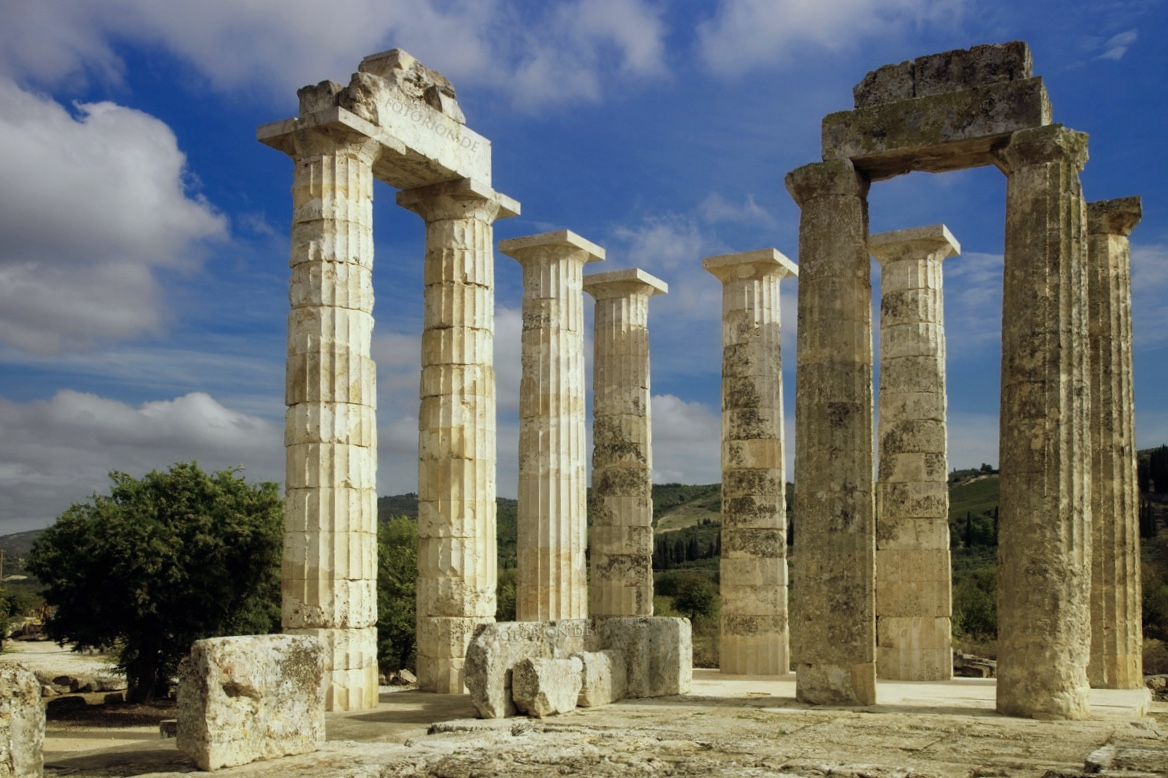
Ruïne van de Zeustempel
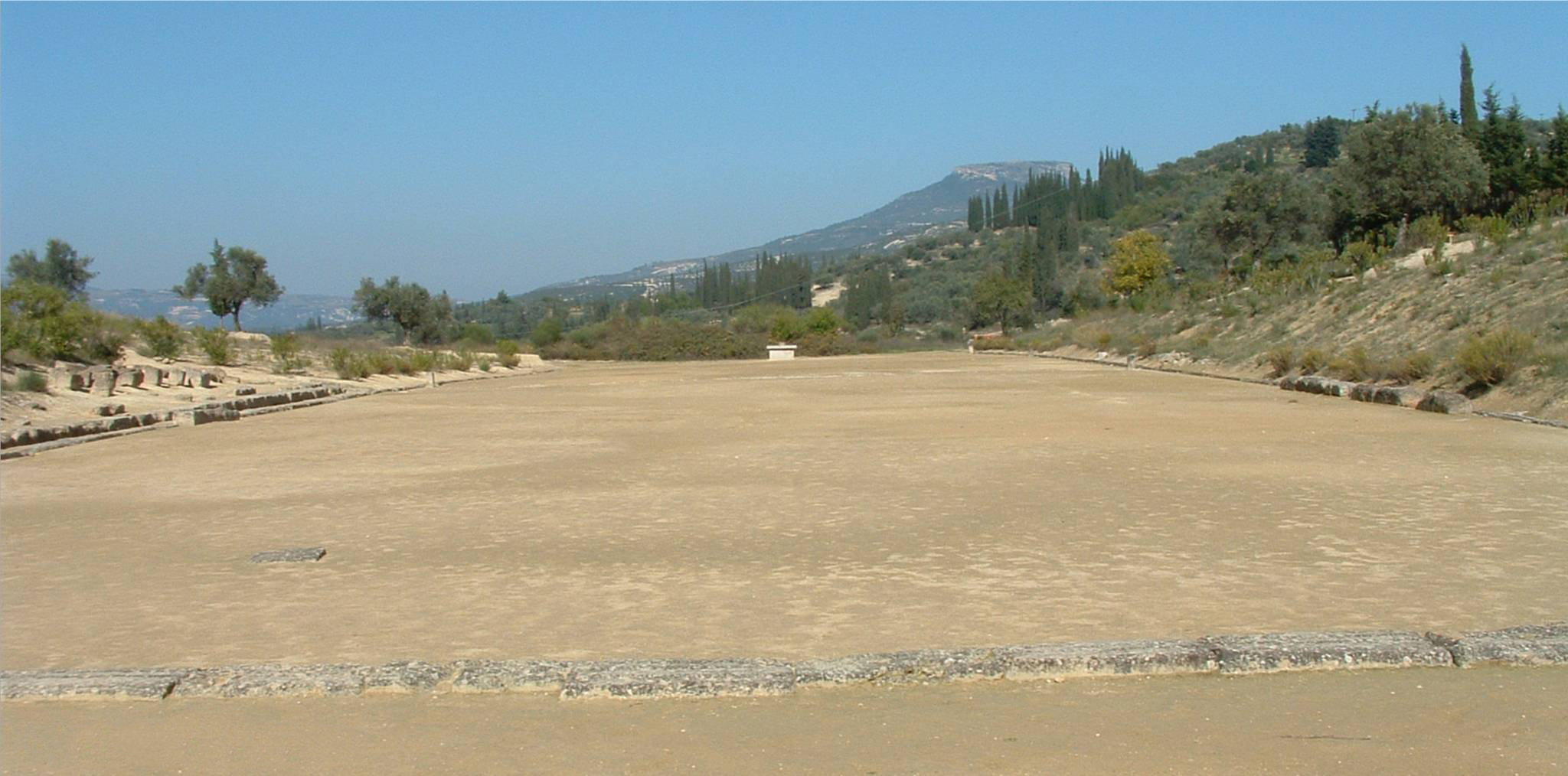
Stadion van de Nemeïsche Spelen
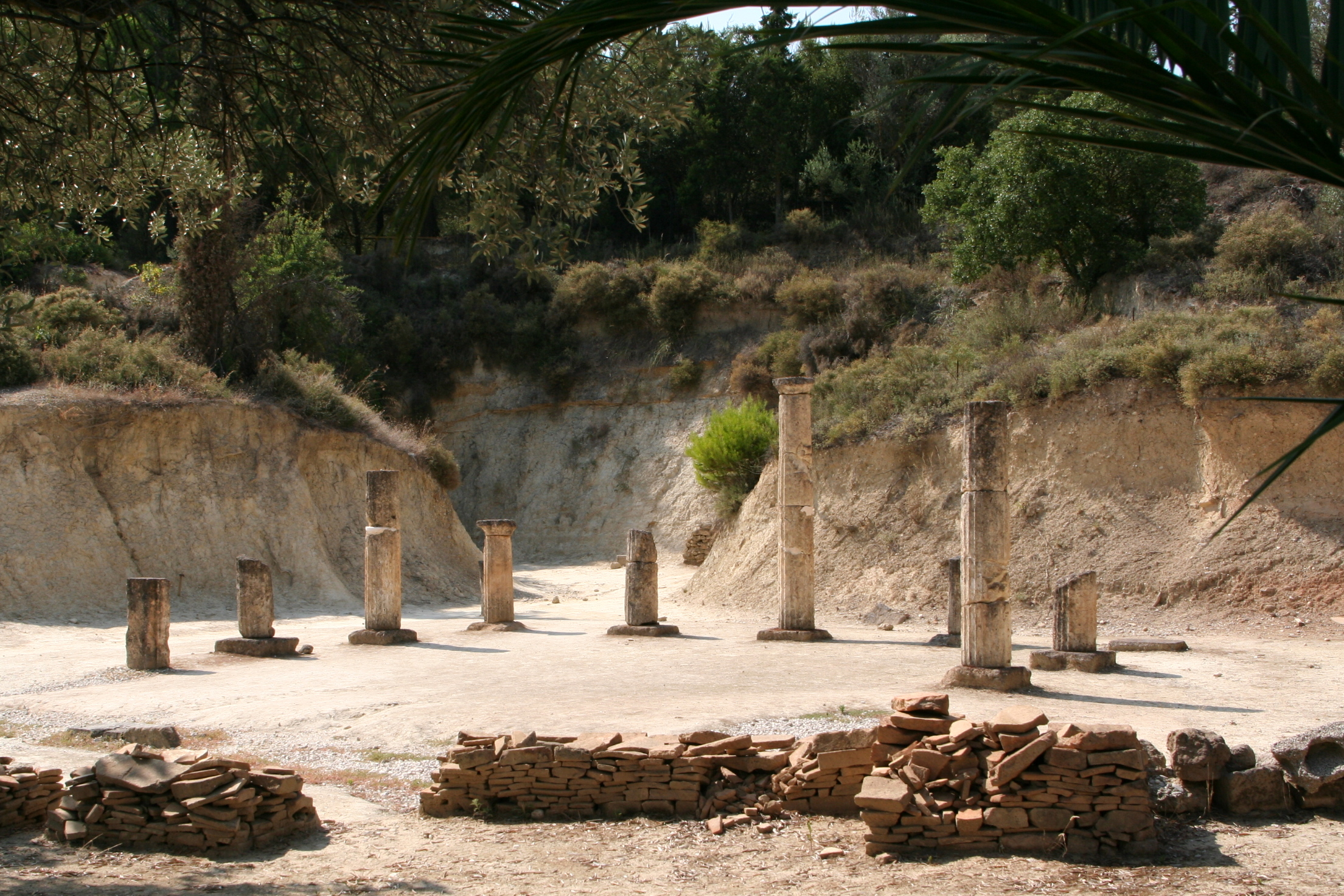
Apodyteria bij het stadion